# مايكل جي رينولدس
مايكل جي رينولدس هو ممثل كندي، ولد في 15 أغسطس 1939 بتورونتو في كندا، وتوفي في 22 مارس 2018.

## أعمال

### أفلام
- (2001) الولاية 51
- (2006) يونايتد 93[3]
- (2010) سنة كبيسة[4][5]

## وصلات خارجية
- مايكل جي رينولدس على موقع IMDb (الإنجليزية)
- مايكل جي رينولدس على موقع روتن توميتوز (الإنجليزية)
- مايكل جي رينولدس على موقع قاعدة بيانات الأفلام العربية
- مايكل جي رينولدس على موقع ألو سيني (الفرنسية)
- مايكل جي رينولدس على موقع أول موفي (الإنجليزية)
- مايكل جي رينولدس على موقع قاعدة بيانات الأفلام السويدية (السويدية)
- مايكل جي رينولدس على موقع قاعدة بيانات الفيلم (الإنجليزية)
- مايكل جي رينولدس على موقع كينوبويسك (الروسية)